# Patran
Patran (o Pattran) è una suddivisione dell'India, classificata come nagar panchayat, di 22.170 abitanti, situata nel distretto di Patiala, nello stato federato del Punjab. In base al numero di abitanti la città rientra nella classe III (da 20.000 a 49.999 persone).

## Geografia fisica
La città è situata a 29° 57' 28 N e 76° 02' 55 E.

## Società

### Evoluzione demografica
Al censimento del 2001 la popolazione di Patran assommava a 22.170 persone, delle quali 11.681 maschi e 10.489 femmine. I bambini di età inferiore o uguale ai sei anni assommavano a 2.925, dei quali 1.688 maschi e 1.237 femmine. Infine, coloro che erano in grado di saper almeno leggere e scrivere erano 14.376, dei quali 8.080 maschi e 6.296 femmine.